# Emmanuel Wamala
Emmanuel Wamala (Kamaggwa, Uganda, 15 de diciembre de 1926), es cardenal y arzobispo emérito de Kampala (Uganda). 
Nació en Kamaggwa, en la parroquia de Lwaggulwe de la diócesis de Masaka. Su padre, Cosma Kyamcra y su madre, Teresa Nnamayanja, tuvieron 10 niños, dos de los cuales murieron cuando aún eran bebés. De los ocho hijos restantes (cinco varones y tres niñas) dos fueron sacerdotes, uno religioso y los otros se casaron.
Fue a la escuela primaria de Kalisizo y Bakira durante cuatro años, antes de entrar en el seminario menor de Bukalasa en 1942. Después de siete años en Bukalasa, asistió al Seminario Mayor Nacional de Katigondo de 1949 a 1955. Inició su actividad pastoral en Kabula, parroquia en la diócesis de Masaka. En septiembre de 1956, fue enviado a Roma para continuar sus estudios en la Pontificia Universidad Urbaniana, donde obtuvo la licenciatura en teología. Fue ordenado sacerdote el 21 de diciembre de 1957, en Roma.
Después de su ordenación, Wamala continuó sus estudios en la Universidad Gregoriana de Roma (1958-1960) obteniendo la licenciatura en ciencias sociales. Volvió a Uganda en 1960.
Durante dos años después de regresar a Uganda, Emmanuel Wamala trabajó en la parroquia de Villa María y fue el supervisor de la Escuela Diocesana de la Diócesis de Masaka. De 1962 a 1964 estudió y obtuvo la diplomatura en pedagogía en la Universidad de Makerere, Kampala. A continuación fue enviado a enseñar en el seminario menor de Bukalasa hasta 1968, cuando fue nombrado capellán de la Universidad Makerere. Ocupó este cargo hasta 1974.
En 1974 fue nombrado vicario general de Masaka y al mismo tiempo para un período determinado, párroco de Nkoni (1975-77) y de Kimaanya (1977-1979).
Después de su nombramiento como obispo de Kiyinda-Mityana el 17 de julio de 1981, el 22 de noviembre de 1981 fue ordenado por el cardenal Emmanuel Nsubuga.
El 21 de junio de 1988 fue ascendido al rango de obispo coadjutor de Kampala. El 8 de febrero de 1990 sucedió al cardenal Nsubuga como obispo de la diócesis.
El arzobispo Emmanuel Wamala ha sido presidente de la Conferencia Episcopal de Uganda (1986-1994).
También ha sido presidente del Consejo Cristiano Unido de Uganda.
Fue creado y proclamado cardenal por Juan Pablo II en el consistorio del 26 de noviembre de 1994, del título de San Ugo.
Wamala fue el primer rector de la recién creada Universidad de los Mártires de Uganda, que se inauguró oficialmente el 18 de octubre de 1993.
Es arzobispo emérito de Kampala desde el 19 de agosto de 2006.